# Alexander Stern (Künstler)
Alexander Stern (* 1976 in Deggendorf) ist ein deutscher Installationskünstler und Maler.

## Leben
Stern studierte von 1996 bis 2002 an der Akademie der Bildenden Künste München bei Res Ingold. Im Jahr 2000 war er Gaststudent an der Bauhaus-Universität Weimar bei Jill Scott und Barbara Nemitz.
Alexander Stern ist Kunstlehrer am Johannes-Turmair-Gymnasium in Straubing und lebt und arbeitet seit 2012 in Mitterfels.

## Preise (Auswahl)
- 2014 Kunstpreis des Kunst- und Gewerbeverein Regensburg[2]

## Ausstellungen (Auswahl)
- 2006 „Plattform“, Sigismund-Kapelle im Thon-Dittmer-Palais, Regensburg
- 2006 „Flugmaschine“, Teilnahme an der internationalen Ausstellung: Kunst im öffentlichen Raum ARTCANAL 06/08 in Le Landeron (CH), Dae-Jeon-City (KR), Berlin (2008)[3]
- 2009 „denk dir nichts“, Neue Galerie, Landshut[4]
- 2010 "alte Schule", Alte Schule Haindling[5]
- 2010 ETALAGE CITY, Internationales Lichtkunstprojekt in Breda (NL)
- 2011 „ich dich auch - du mich auch“, Kunstverein Passau/St.-Anna-Kapelle[6]
- 2015 „Pathologie des Raumes“, Kunstverein Graz, Regensburg
- 2016 Gruppenausstellung im Royal Ontario Museum Toronto (CA)
- 2016 „they bite us in the night“, Städtische Galerie im Cordonhaus, Cham[7]
- 2020–21 Lichtinstallation „so still dass man alles hört“, Gräfelfing[8]